# Examen d'État unifié

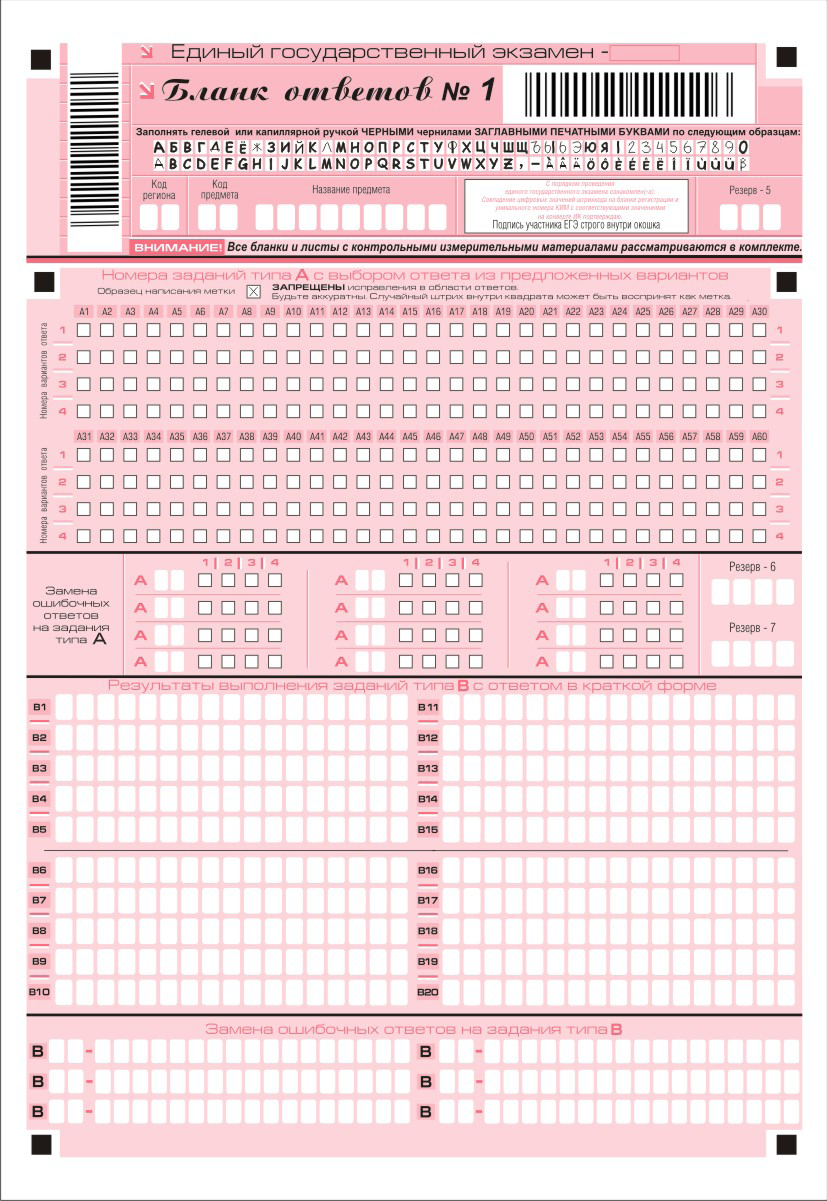

Examen d'État unifié (en russe : Единый государственный экзамен, ЕГЭ, Ediny gossoudarstvenny ekzamen, EGE) est un examen de la fédération de Russie. С'est un examen que chaque élève doit passer après l'obtention du diplôme de l'école pour entrer dans une université ou un collège professionnel.
Depuis 2009, l'EGE est la seule forme d'examens de graduation dans les écoles et la forme principale de l'examen préliminaire dans les universités. Un étudiant peut passer cet examen en langue russe, les autres disciplines sont les mathématiques, les langues étrangères (anglais, allemand, français, espagnol, chinois), la physique, la chimie, la biologie, la géographie, la littérature, l'histoire, les bases de sciences sociales et sciences informatiques. La langue russe et les mathématiques sont obligatoires, ce qui implique que chaque élève doit obtenir de bons résultats dans ces disciplines pour entrer dans les universités russes.

## Structure
EGE se compose de deux parties :  B et C.
La partie B contient les tâches dans laquelle l'élève doit répondre brièvement à plusieurs mots, lettres ou des chiffres.
La partie C contient une ou plusieurs tâches que l'élève doit résoudre de manière créative. Par exemple, il peut être donné un exercice de mathématiques difficile à résoudre, une rédaction ou une rédaction argumentative. Contrairement aux deux précédentes parties, qui sont contrôlées par un ordinateur, la partie C est vérifiée par les experts du comité d'examen régional.

## Évaluation
Les candidats sont évalués sur un barème de 100 points (contre 20 en France). Les élèves obtenant un score parfait de cent points à une matière sont surnommés les стобалльники (stoball'niki), ceux ayant 200 points pour deux matières, les двухсот балльники (dvukhsot ball'niki), et plus rare encore, les élèves obtenant trois fois le score parfait sont appelés les трёхсот балльники (tryokhsot ball'niki).
En 2023, seuls 17 élèves ont obtenu le score de 300 points dans toute la Fédération de Russie.